# Kanton Miribel
Miribel is een kanton van het Franse departement Ain. Het kanton maakt deel uit van het arrondissement Bourg-en-Bresse.

## Gemeenten
Het kanton Miribel omvatte tot 2014 de volgende gemeenten:
- Beynost
- Miribel (hoofdplaats)
- Neyron
- Saint-Maurice-de-Beynost
- Thil

Bij de herindeling van de kantons door het decreet van 13 februari 2014, met uitwerking op 22 maart 2015, werden daar volgende gemeenten aan toegevoegd:
- La Boisse
- Niévroz
- Tramoyes